# Gallina istriana
La gallina istriana è una razza estinta di pollo alpino, esistito nella val Pusteria. F. Clementi così la descriveva nel 1950:
(Clementi F. (1950))

## Descrizione
Forma slanciata, pelle e tarsi gialli, orecchioni bianche, cresta semplice ben sviluppata di color rosso come i bargigli, iride dell'occhio color nero. Il colore è sconosciuto.